# Arina Fiedorowcewa

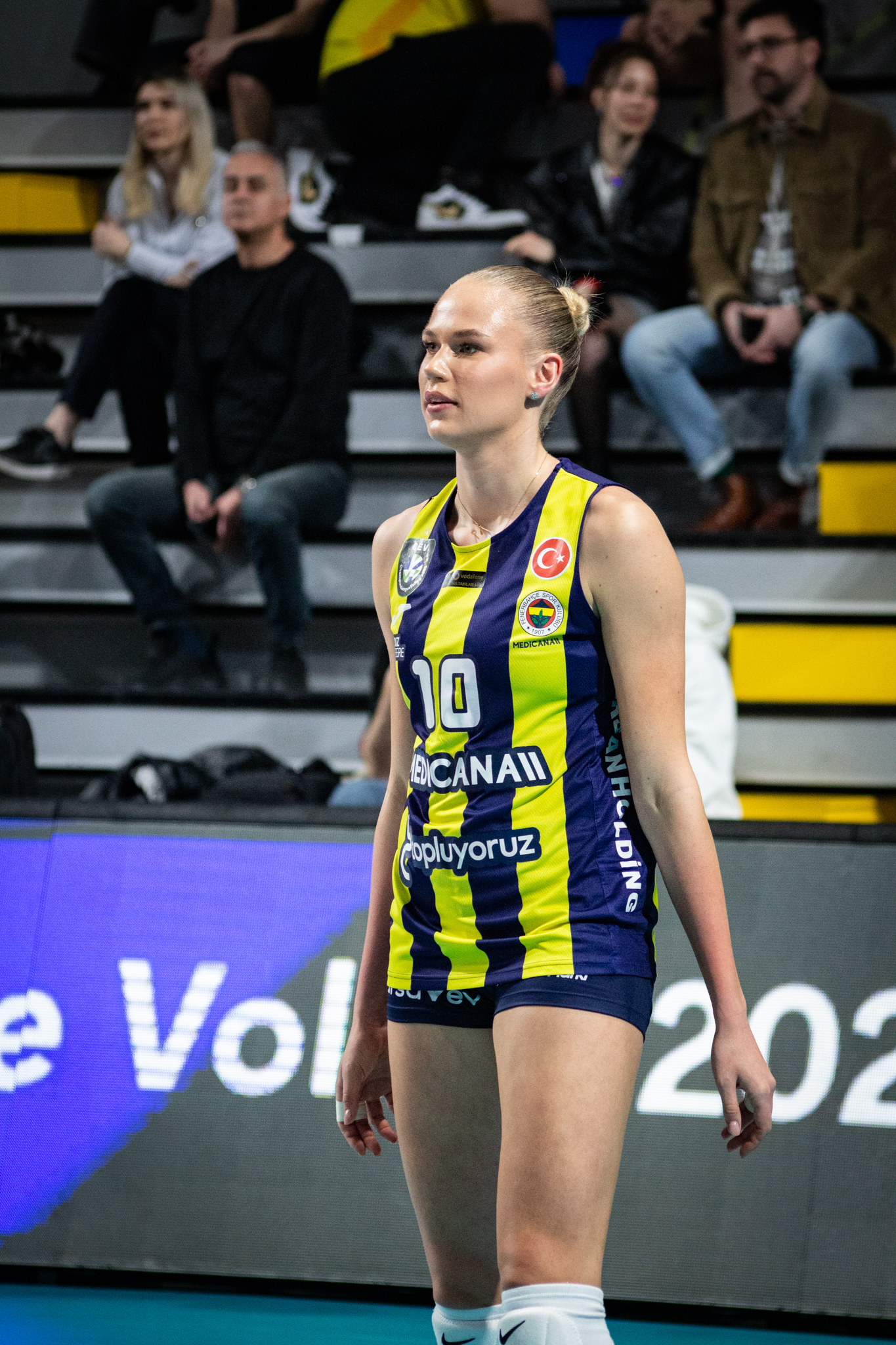
Arina Fiedorowcewa zawodniczką Fenerbahçe Medicana Stambuł w sezonie 2024/2025

Arina Siergiejewna Fiedorowcewa (ros. Арина Сергеевна Федоровцева; ur. 19 stycznia 2004 w Moskwie) – rosyjska siatkarka, grająca na pozycji przyjmującej, reprezentantka kraju.
Arina jest wychowanką klubu Dinama Kazań, gdzie jako juniorka w 2020 roku została złotą medalistką Mistrzostw Rosji juniorek a w 2019 sięgnęła po brąz. W sezonie 2019/2020 była wdrażana do seniorskiej drużyny z Kazania. W kolejnym sezonie była oficjalnie zawodniczką klubu, który znajduje w Tatarstanie. W letnim okresie transferowym w 2021 roku klub z Turcji Fenerbahçe SK był zainteresowany ściągnięciem jej właśnie do siebie. Za zgodą rodziców, gdyż nie miała jeszcze ukończonych 18 lat podpisała kontrakt z drużyną ze Stambułu.
Jej ojciec Siergiej był wioślarzem. Został złotym medalistą w wioślarskiej czwórce podwójnej na Letnich Igrzyskach Olimpijskich w Atenach.

## Kariera klubowa
| Kariera juniorska      | Kariera juniorska           | Kariera juniorska | Kariera juniorska | Kariera juniorska | Kariera juniorska | Kariera juniorska | Kariera juniorska | Kariera juniorska | Kariera juniorska | Kariera juniorska |
| ---------------------- | --------------------------- | ----------------- | ----------------- | ----------------- | ----------------- | ----------------- | ----------------- | ----------------- | ----------------- | ----------------- |
| Lata                   | Klub                        |                   |                   |                   |                   |                   |                   |                   |                   |                   |
| 2019–2021              | Dinamo Kazań                |                   |                   |                   |                   |                   |                   |                   |                   |                   |
| Kariera seniorska      |                             |                   |                   |                   |                   |                   |                   |                   |                   |                   |
| Lata                   | Klub                        |                   |                   |                   |                   |                   |                   |                   |                   |                   |
| 2019–2021              | Dinamo Kazań                |                   |                   |                   |                   |                   |                   |                   |                   |                   |
| 2021–2024              | Fenerbahçe Opet Stambuł     |                   |                   |                   |                   |                   |                   |                   |                   |                   |
| 2024–2025 (do 01.2025) | Shanghai Bright Ubest       |                   |                   |                   |                   |                   |                   |                   |                   |                   |
| 2025– (od 11.01.2025)  | Fenerbahçe Medicana Stambuł |                   |                   |                   |                   |                   |                   |                   |                   |                   |

## Sukcesy klubowe
Puchar Rosji:
- 2019, 2020[5]

Mistrzostwo Rosji:
- 2020
- 2021

Superpuchar Rosji:
- 2020

Klubowe Mistrzostwa Świata:
- 2021

Mistrzostwo Turcji:
- 2023[6], 2024[7]
- 2022[8], 2025[9]

Superpuchar Turcji:
- 2022[10]

Puchar Turcji:
- 2024[11], 2025[12]

## Sukcesy reprezentacyjne
Mistrzostwa Europy U-16:
- 2019

Mistrzostwa Europy Kadetek:
- 2020

## Nagrody indywidualne
- 2019: Najlepsza przyjmująca i punktująca Mistrzostw Europy U-16
- 2020: MVP, najlepsza przyjmująca, zagrywająca i punktująca Mistrzostw Europy Kadetek
- 2021: Najlepsza przyjmująca Klubowych Mistrzostw Świata
- 2022: MVP Superpucharu Turcji